# マーク・マルダー
マーク・アラン・マルダー（Mark Alan Mulder, 1977年8月5日 - ）は、アメリカ合衆国イリノイ州出身の元プロ野球選手（投手）。左投左打。
オークランド・アスレチックス在籍時には、2000年からティム・ハドソン、バリー・ジトと共にエーストリオ "ビッグ3" を形成。以後4年で3人合わせて198勝（チーム勝利数の50.5%）を挙げ、チームは2003年まで4年連続ポストシーズン出場を果たした。

## 経歴

### プロ入り前
高校時代は一塁手として打力が注目され、卒業時にはデトロイト・タイガースからドラフト55巡目（全体1456位）指名されたが、これを蹴ってミシガン州立大学へ進学。1997年、1998年と2年連続でチームのMVPに選出された。

### アスレチックス時代
1998年にドラフトでオークランド・アスレチックスから1巡目（全体2位）指名を受け入団。
1999年7月から8月に開催されたウィニペグパンアメリカン競技大会の野球アメリカ合衆国代表に選出された。
2000年4月18日にメジャーデビューを果たし、9勝10敗と負け越したが、新人投手最多の27試合に先発登板した。
2001年9月23日にシーズン20勝を達成した。ア・リーグの左投手が20勝以上をマークするのは1996年のアンディ・ペティット以来の快挙であった。その後シーズン最後の登板となった10月4日に勝ち投手となり21勝を挙げ最多勝を獲得。サイ・ヤング賞の投票ではロジャー・クレメンスに次ぐ2位に入り、ティム・ハドソン、バリー・ジトと共にエーストリオ“ビッグ3”としてチームの4年連続（2000年 - 2003年）ポストシーズン進出の原動力となった。
2002年は4月12日から5月10日まで29日間故障者リスト入りとなったものの、19勝を記録した。
2003年はオールスターゲームに初めて選出されたが、8月19日の登板を最後にシーズンを終えた。26試合の登板で15勝をマークした。26試合以下の登板でマルダーより多い勝ち星を挙げたのは球団史上エディ・プランク（1906年に26試合で19勝）しかいない。

### カージナルス時代
2004年12月18日にダン・ヘイレンらとのトレードでセントルイス・カージナルスへ移籍。1年契約（2006年の球団オプション付き）を結んだ。
2005年はチームに欠けていた左腕エースとしてチーム2位タイの16勝を挙げた。
2006年は終了時にFAとなるだけに期するものがあったはずだが、左肩を痛め不調。結局シーズン終了を待たずに手術に踏み切ることになり、9月12日に左肩の修復手術を行った。この年は6勝にとどまり、メジャー2年目の2001年からの連続15勝以上が5年で途切れた。10月13日にFAとなった。
2007年1月10日にカージナルスと2年1300万ドル（2009年の球団オプション付き）で再契約。手術の回復が思わしくなくマイナーで調整を重ねた。9月5日にメジャー復帰し3試合に登板したが、速球のスピードが140キロ以下に落ち、再び故障者リスト入りした。9月19日に再びMRI検査を行うことが発表され、9月24日に左肩の関節鏡下手術を行った。
2008年3月25日に再び故障者リスト入りした。6月17日に復帰。3試合に登板したが、7月10日に再び15日間の故障者リスト入りした。8月27日に再び左肩の手術を行い、60日間の故障者リストへ異動した。10月20日に球団が150万ドルの違約金を払い、1100万ドルのオプションを破棄しFAとなった。

### 現役引退
2010年2月に引退説が流れたが、当初は否定。2007年の手術以来肩のリハビリを続けてきたにもかかわらず球速が回復していないことを認め、今後に関しては明言を避けていたが、6月15日に引退を表明。2011年はESPNの野球中継で解説者を務めた。

### 現役復帰
2014年1月1日にロサンゼルス・エンゼルス・オブ・アナハイムとマイナー契約を結び、スプリングトレーニングに参加することが決まった。しかし、2月15日にアキレス腱を断裂し、手術が必要となったため、長期間の離脱を余儀なくされた。3月11日に放出された。

## 投球スタイル
長身から投げる91～95mph（約147～153km/h）のフォーシーム、カットボール、シンカー、切れ味鋭いカーブ、スプリッター、スライダーなど豊富な球種をテンポ良く投げ込み、ゴロで打たせて取る投球が持ち味。

## 詳細情報

### 年度別投手成績
| 年 度     | 球 団     | 登 板 | 先 発 | 完 投 | 完 封 | 無 四 球 | 勝 利 | 敗 戦 | セ 丨 ブ | ホ 丨 ル ド | 勝 率 | 打 者 | 投 球 回 | 被 安 打 | 被 本 塁 打 | 与 四 球 | 敬 遠 | 与 死 球 | 奪 三 振 | 暴 投 | ボ 丨 ク | 失 点 | 自 責 点 | 防 御 率 | W H I P |
| --------- | --------- | ----- | ----- | ----- | ----- | -------- | ----- | ----- | -------- | ----------- | ----- | ----- | -------- | -------- | ----------- | -------- | ----- | -------- | -------- | ----- | -------- | ----- | -------- | -------- | ------- |
| 2000      | OAK       | 27    | 27    | 0     | 0     | 0        | 9     | 10    | 0        | 0           | .474  | 705   | 154.0    | 191      | 22          | 69       | 3     | 4        | 88       | 6     | 0        | 106   | 93       | 5.44     | 1.69    |
| 2001      | OAK       | 34    | 34    | 6     | 4     | 3        | 21    | 8     | 0        | 0           | .724  | 927   | 229.1    | 214      | 16          | 51       | 4     | 5        | 153      | 4     | 0        | 92    | 88       | 3.45     | 1.16    |
| 2002      | OAK       | 30    | 30    | 2     | 1     | 0        | 19    | 7     | 0        | 0           | .731  | 862   | 207.1    | 182      | 21          | 55       | 3     | 11       | 159      | 7     | 1        | 88    | 80       | 3.47     | 1.14    |
| 2003      | OAK       | 26    | 26    | 9     | 2     | 2        | 15    | 9     | 0        | 0           | .625  | 747   | 186.2    | 180      | 15          | 40       | 2     | 2        | 128      | 7     | 0        | 66    | 65       | 3.13     | 1.18    |
| 2004      | OAK       | 33    | 33    | 5     | 1     | 0        | 17    | 8     | 0        | 0           | .680  | 952   | 225.2    | 223      | 25          | 83       | 1     | 12       | 140      | 10    | 0        | 119   | 111      | 4.43     | 1.36    |
| 2005      | STL       | 32    | 32    | 3     | 2     | 2        | 16    | 8     | 0        | 0           | .667  | 868   | 205.0    | 212      | 19          | 70       | 1     | 9        | 111      | 9     | 0        | 90    | 83       | 3.64     | 1.38    |
| 2006      | STL       | 17    | 17    | 0     | 0     | 0        | 6     | 7     | 0        | 0           | .462  | 430   | 93.1     | 124      | 19          | 35       | 1     | 5        | 50       | 3     | 0        | 77    | 74       | 7.14     | 1.70    |
| 2007      | STL       | 3     | 3     | 0     | 0     | 0        | 0     | 3     | 0        | 0           | .000  | 59    | 11.0     | 22       | 4           | 7        | 0     | 1        | 3        | 0     | 0        | 17    | 15       | 12.27    | 2.64    |
| 2008      | STL       | 3     | 1     | 0     | 0     | 0        | 0     | 0     | 0        | 0           | ----  | 12    | 1.2      | 4        | 0           | 2        | 0     | 1        | 2        | 1     | 0        | 2     | 2        | 10.80    | 3.60    |
| 通算：8年 | 通算：8年 | 205   | 203   | 25    | 10    | 7        | 103   | 60    | 0        | 0           | .632  | 5562  | 1314.0   | 1352     | 141         | 412      | 15    | 50       | 834      | 47    | 1        | 657   | 611      | 4.18     | 1.34    |

- 2008年度シーズン終了時
- 各年度の太字はリーグ最高

### タイトル
- 最多勝利：1回（2001年）

### 記録
- MLBオールスターゲーム選出：2回（2003年、2004年）

### 背番号
- 20（2000年 - 2004年）
- 30（2005年 - 2008年）

### 代表歴
- 1999年パンアメリカン競技大会野球アメリカ合衆国代表